# Щукін Андрій Петрович
Андрі́й Петро́вич Щу́кін — полковник Збройних сил України.

## Нагороди
За особистий внесок у зміцнення обороноздатності Української держави, мужність, самовідданість і високий професіоналізм, виявлені під час виконання військового обов'язку, та з нагоди Дня Збройних Сил України нагороджений орденом Богдана Хмельницького III ступеня (2.12.2016).
Служив в Гадячі . З 2023 року командир 5-ю окремої танкової бригади, котра в кінці 2024-го реорганізована у важку механізовану бригаду .